# Jakab Dezső
Jakab Dezső (Biharrév, 1864. november 4. – Budapest, 1932. augusztus 5.) zsidó származású magyar építész, Komor Marcell mellett a Lechner Ödön által kezdeményezett nemzeti szecessziós irányzat nagy alakja.

## Életpályája
Jakab Ármin és Held Terézia fiaként született. 1893-ban szerzett oklevelet a budapesti Műegyetemen. Ezután tanulmányutakon járt Németországban, Olaszországban, Franciaországban, Angliában, Hollandiában és Belgiumban. Fiatal építészként több építészirodában szerzett gyakorlati ismereteket. Id. Francsek Imrénél dolgozott, a vele együtt végzett Komor Marcell-lel. Később a Korb- és a Pecz- irodában is megfordult. Rövidebb ideig munkatársa volt Lechner Ödönnek is. 1896-ban a Földművelésügyi Minisztérium kiállítástervezői osztályára került, ahol megtervezte az Ezredéves kiállítás több épületét.
1897-ben kezdett együtt dolgozni Komor Marcell-lel, majd 1899-ben közös irodát nyitottak. E társulás 1923-ig tartott. Első időben főként bérházakra kaptak megbízásokat (Budapest, Szondy és Csengery utca sarkán, 1899-ben; Döbrentei téren, 1902-ben.) Komor Marcell-lel közös műtermes villájukat a Budapest II., Keleti Károly utca 29-31. szám alatt 1909-ben tervezték és valósították meg.
Már városrendezési feladatokat is magában rejtő megbízásuk volt Marosvásárhely új városközpontjának megalkotása. Az ide épült Kultúrpalota – a korszak egyik legkoncepciózusabb alkotása – díszítését a Gödöllői művésztelep művészei készítették. Sok középületet terveztek Szabadkai zsinagóga, 1902; városháza, 1908–1910; banképület, 1907; takarékpénztár, 1908; fürdőtelep, Palics, 1909–12), Budapestre Népopera (Erkel Színház), 1912–13; a Palace szálló (Rákóczi út 43., 1910–11), Pozsony (városi vigadó és zenepalota 1906).
1920-as évek elején vejével, Sós Aladárral társult. Még 1913-ban Komor Marcell-lel együtt tervezték a Munkásbiztosító pénztár (OTI) székházát a Fiumei úton, amelynek bővítésére 1930-ban került sor, ezen veje is részt vett. A Svábhegyi szanatórium már Sós Aladárral közös alkotása.
Szobor-emlékmű pályázatokon is részt vett. (Budapest, Kossuth-mauzóleum terve, 1902, Komor Marcell-lel és Vedres Márkkal; Kossuth-szobor terve, 1908, Komor Marcell-lel és Kallós Edével).
Cikkei jelentek meg Angol kertvárosok (A Ház 1909. 4–5., 81–87.); A mai korszerű építészetről (Vállalkozók Lapja, 1929. jan. 9., 3–4., 1929. jan. 16. 3–4.); Die Gefolgschaft Edmund Lechners (A Műgyűjtő 1930. 8–9., 245–247.) címmel. Munkásságáért a Magyar Mérnök és Építész Egylet nagy arany és ezüst érmét nyerte el, ahol számos előadást tartott tanulmányútjairól.
„Jakab Dezső – Komor Marcellel szövetkezve – vitte be Szabadkát Európába. Vagy Európa szédült be Szabadkára. Végeredményben mindegy. Vándor, ha erre jársz, gondolj Jakab Dezsőre (és Komor Marcellra), és állj meg a Fehér Hajó épülete előtt, a város egyik legszebb sarokháza ugyanis az ő tervei alapján épült fel, az eklektika stílusában. Uram, ne add, hogy újra barbárok rohanják le a várost, mely oly sokat köszönhet a két építésznek.”

## Főbb művei
Komor Marcell-lal tervezett épületei és tervpályázatai:
- 1890-1900. Szentes. Petőfi szálloda és színházterem. Pályázat: I. díj és kivitel.
- 1898. Párizsi Világkiállítás magyar pavilonja 1900. Pályázat: II. díj.
- 1898-1900. Szolnok. Gorove utca 5 (ma: Kossuth Lajos u. 5.). Szolnoki Mezőgazdasági Takarékpénztár székháza. Pályázat: megvétel. Épült: 1899-1900.
- 1899. Szeged. Zsinagóga. Pályázat: megvétel.
- 1899. Budapest, Áru és Értéktőzsde. Pályázat
- 1900. Budapest VI., Csengery utca 76. Lakóház
- 1901. Szabadkai zsinagóga. Pályázat: I. díj. és kivitel: 1902
- 1901. Pécs. Postaigazgatóság. Pályázat: III. díj
- 1902. Pozsony. Kereskedelmi és Iparkamara. Pályázat: I. díj
- 1902. Budapest-Kossuth Mauzóleum Pályázat (Vedres Márk szobrásszal)
- 1903. Budapest XIII., Radnóti Miklós utca 4-6. Lakóház. (átalakítva)
- 1903. Pozsony. Vásárcsarnok pályázat
- 1904. Kiskunfélegyháza. Központi iskola. Pályázat: II. díj. (Gesztesi Mihállyal)
- 1905. Budapest. Sáros-fürdő. Pályázat: megvétel (Márkus Gézával)
- 1904-1907. Kecskemét (Széchenyi tér 7.) Kossuth tér 4. Iparosotthon. Pályázat: I. díj és kivitel (ma: Ifjúsági Otthon)
- 1905. Budapest. Szabadság-szobor. Pályázat (Márkus Gézával és Kallós Ede szobrásszal)
- 1905. Kiskunhalas. Szálloda. Pályázat: Megosztott I. díj (Márkus Gézával)
- 1905-1906 Nagyvárad. Patriotilor utca 4-6. Adorján-házak
- 1905. Nagyszalonta. Városháza. Pályázat: II. díj
- 1905. Marcali zsinagóga (lebontva)
- 1905. Marosvásárhely. Városháza. Pályázat: I. díj [halott link]
- 1906-1907. Közigazgatási Palota, Marosvásárhely (1910, felépült 1911-13)
- 1906. Nagyvárad. Kereskedelmi és Iparkamara. Pályázat: I. díj
- 1906. Nagyvárad. Fekete Sas Szálloda. Pályázat: I. díj. Kivitel: 1907-1908
- 1906. Nagyvárad. Takarékpénztár. Pályázat: II. díj
- 1906. Pozsony. Városi vigadó és zenepalota
- 1907. Szabadka, Városháza. (felépült 1908–10)
- 1907. Szabadka. Kereskedelmi Bank Rt.
- 1907. Budapest. Munkásbetegsegélyező Székház. Pályázat: Megvétel
- 1908. Budapest I., Döbrentei tér lakóház (elpusztult)
- 1908. Bécs. Hadügyminisztérium. Pályázat: III. díj
- 1908. Temesvár. Kereskedelmi Bank
- 1908-1909. Szolnok. Kereskedelmi Bank és Takarékpénztár (elpusztult)
- 1908-1909. Nagyvárad. Stern-palota
- 1908-1909. Budapest VI., Benczur utca 47. Liget szanatórium [halott link]
- 1909. Palics. Vigadó épülete. A park, tó felőli főbejáratánál áll.
- 1909-1910. Budapest VI., Szinyei Merse utca 21. Lefèvre ház
- 1909-1910. Budapest II., Keleti Károly utca 29-31. Komor és Jakab saját irodája és lakóháza
- 1909-1910. Budapest XIII., Hegedüs Gyula utca 94. Kislakásos bérház
- 1910. Marosvásárhely. Maros-Torda Vármegye székháza. Pályázat: I díj [halott link]
- 1910. Déva, színház
- 1910. Budapest VIII., Rákóczi út 43. Palace-szálló
- 1910. Budapest kerületi munkásbiztosító pénztár. Tervpályázat: I. díj [halott link]
- 1911. Budapest Bank Rt. palotája. Tervpályázat: megvétel [halott link]
- 1911. Budapest VII., Dózsa György út 84. Park szanatórium (lebontották)
- 1911. a volt Népopera, (ma: Erkel Színház) Márkus Géza terveinek felhasználásával
- 1911-1913. Budapest VIII., Fiumei út 19. Budapest Kerületi Munkásbiztosító Székháza (A tornyot 1967-ben elbontották)
- 1911-1913. Marosvásárhely Kultúrpalota
- 1912. Budai Zsinagóga. Pályázat [halott link]
- 1912-1914. Murány Ferdinánd bolgár király palotája. Pályázat: I. díj és kivitel[6]
- 1913. Budapest Nemzeti Színház [halott link]
- Tóparti nyaralók, Palics

Sós Aladárral együtt tervezet épületek:
- 1923-1927. Budapest XII., Eötvös út 11-14 Svábhegyi szanatórium (helyi védettség)
- 1929. Budapest II., Borbolya utca 4. lakóépület
- 1929-1931. Budapest VIII., Fiumei út 19. Budapest Kerületi Munkásbiztosító Székháza bővítés (a tornyot 1967-ben elbontották).
- 1932. Budapest II., Bimbó út 12. (Mész utca 4/a) lakóépület

## Képgaléria

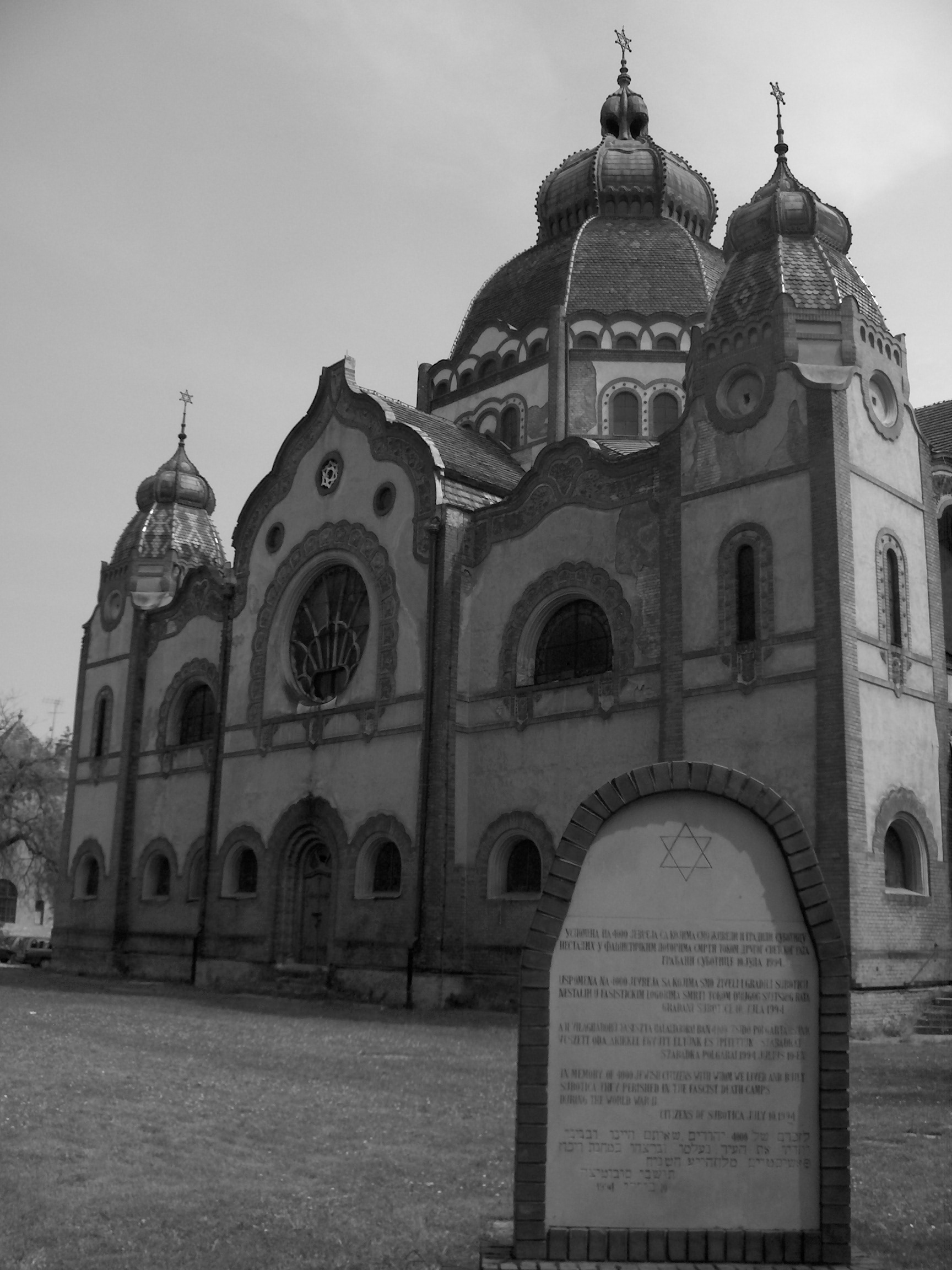
Szabadka. Zsinagóga 1901-1902
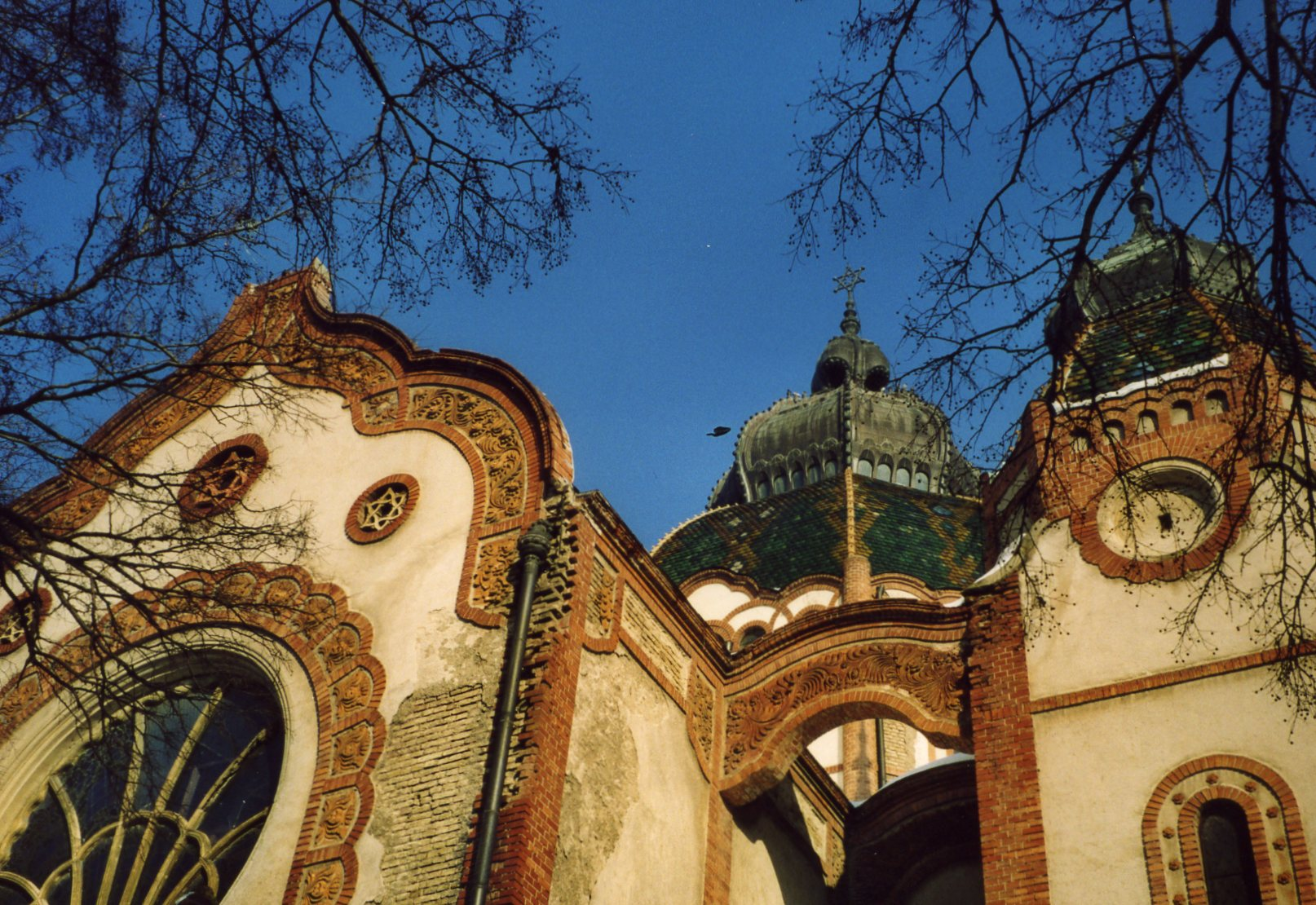
Szabadka. Zsinagóga részlet
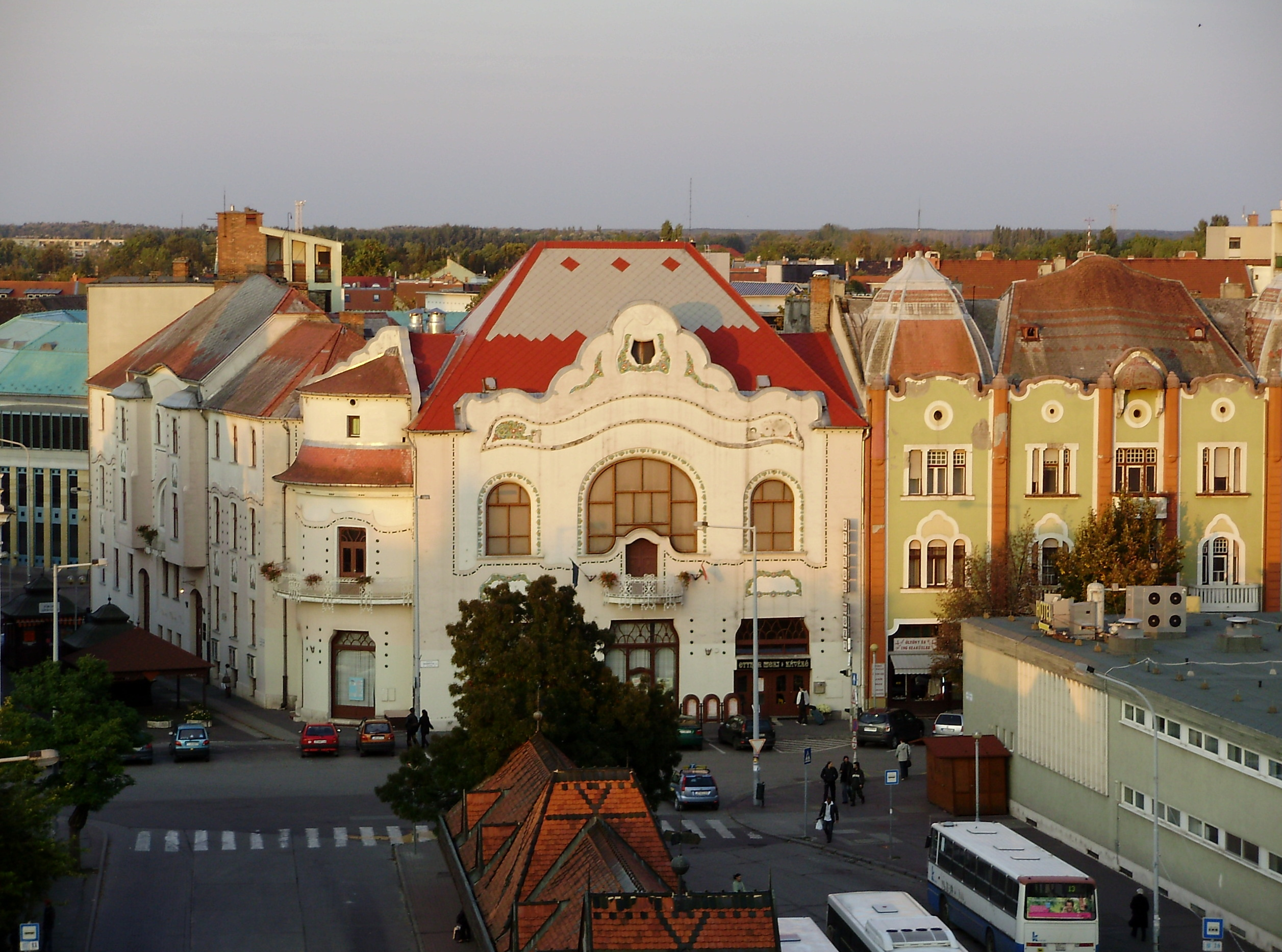
Kecskemét Ifjúsági (Iparos) Otthon 1904-1907
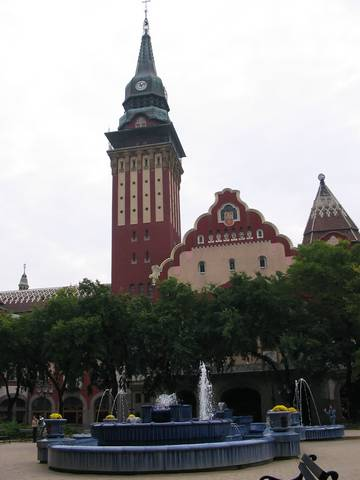
Szabadka. Városháza. 1908-1910
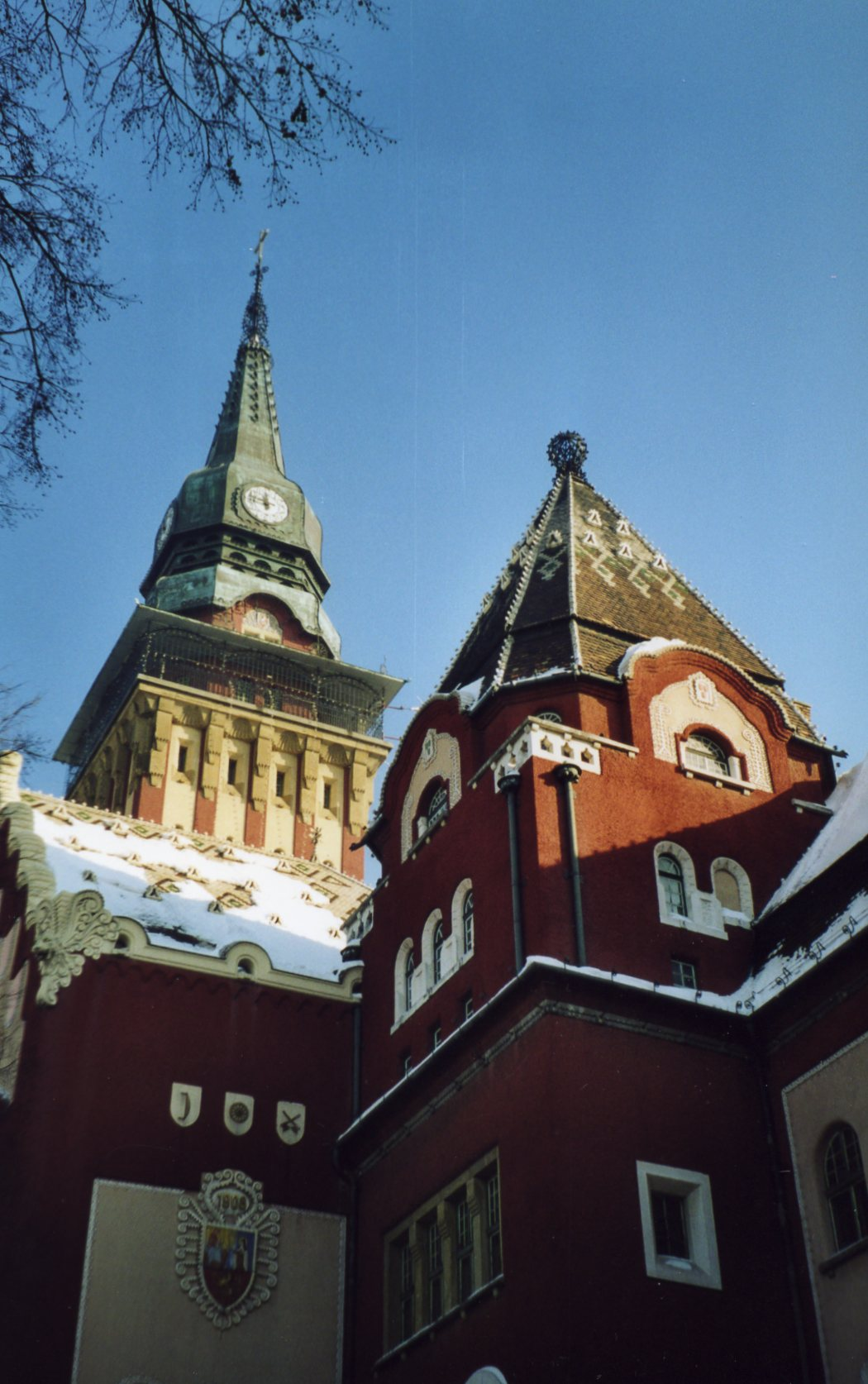
Szabadka. Városháza részlet
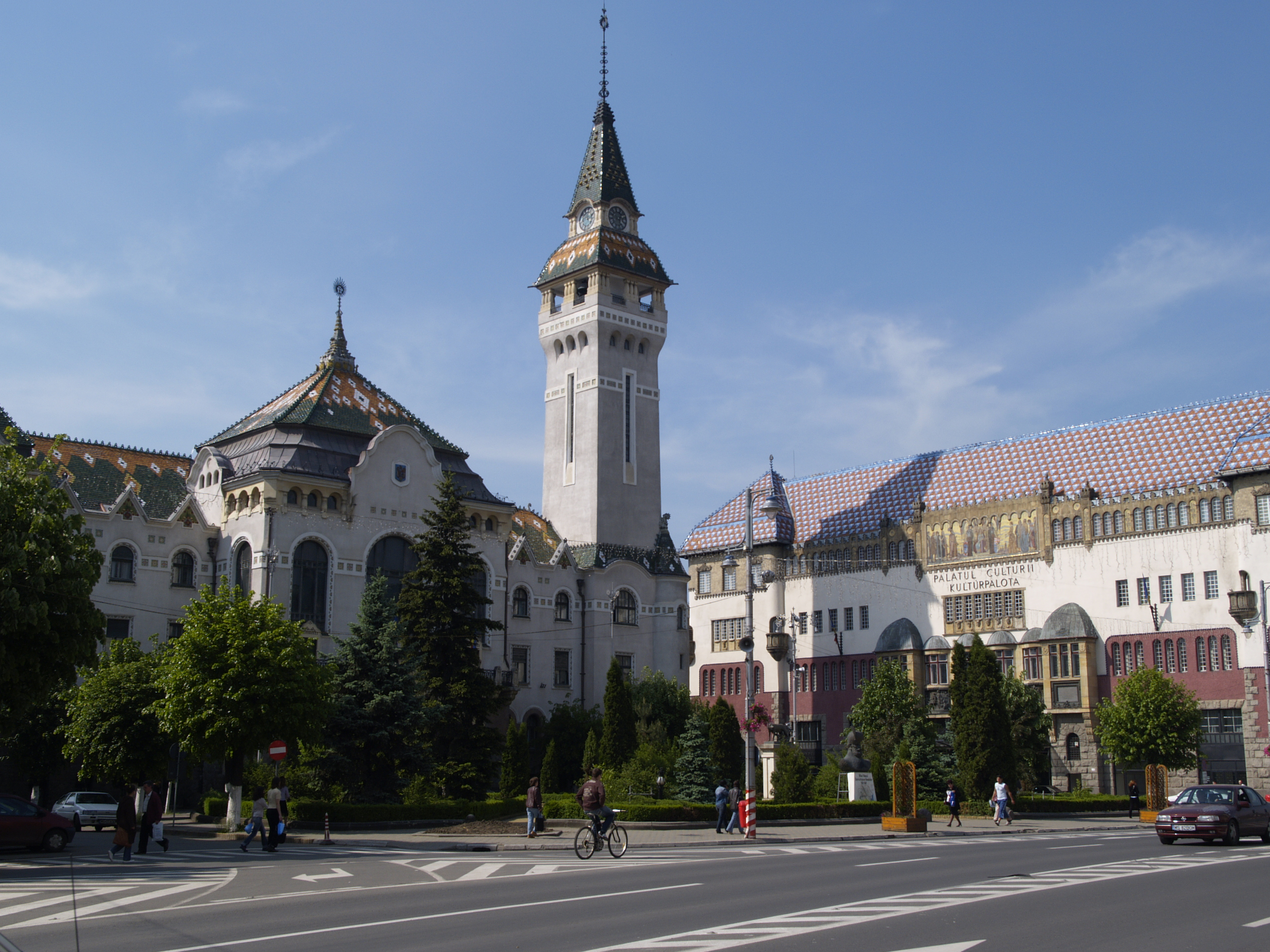
Marosvásárhely. Közigazgatási Palota. 1906-1907
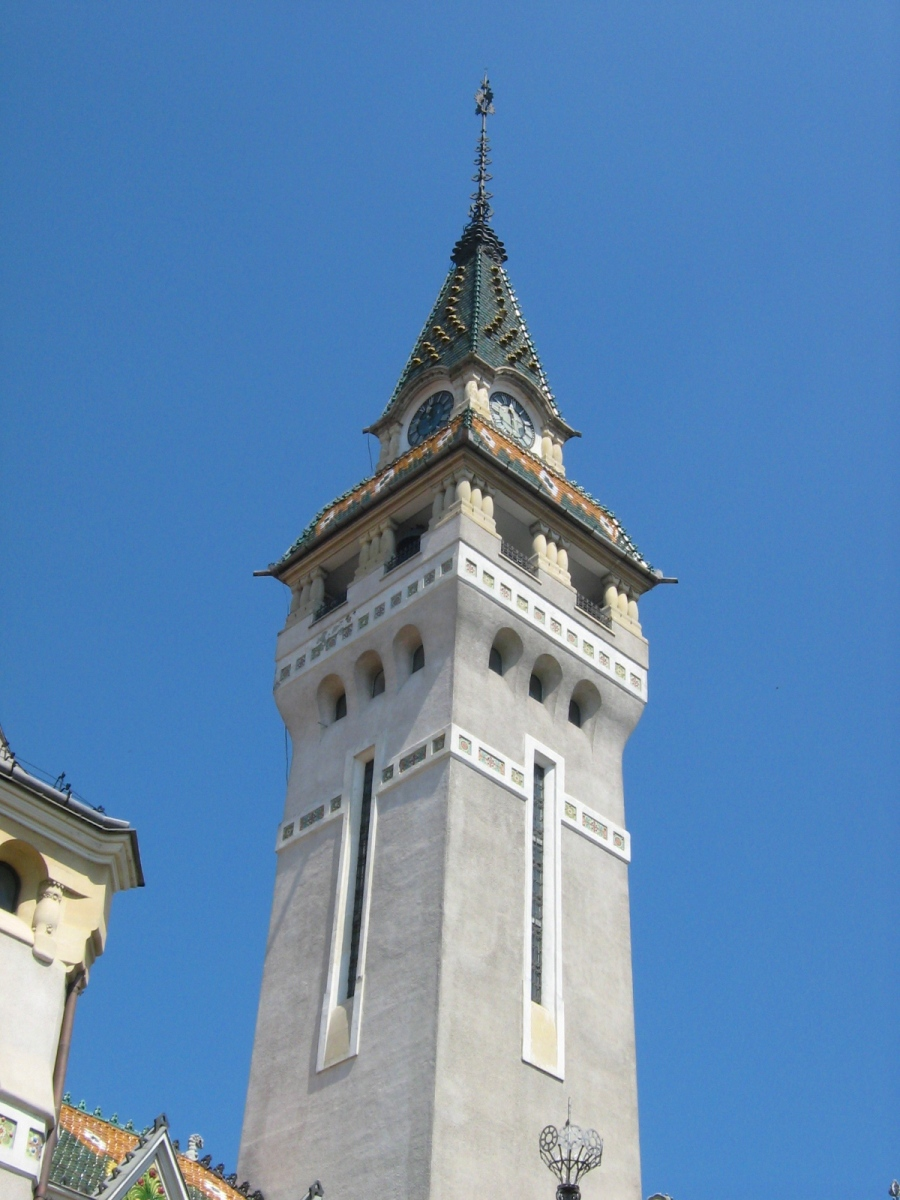
Marosvásárhelyi Közigazgatási Palota tornya.
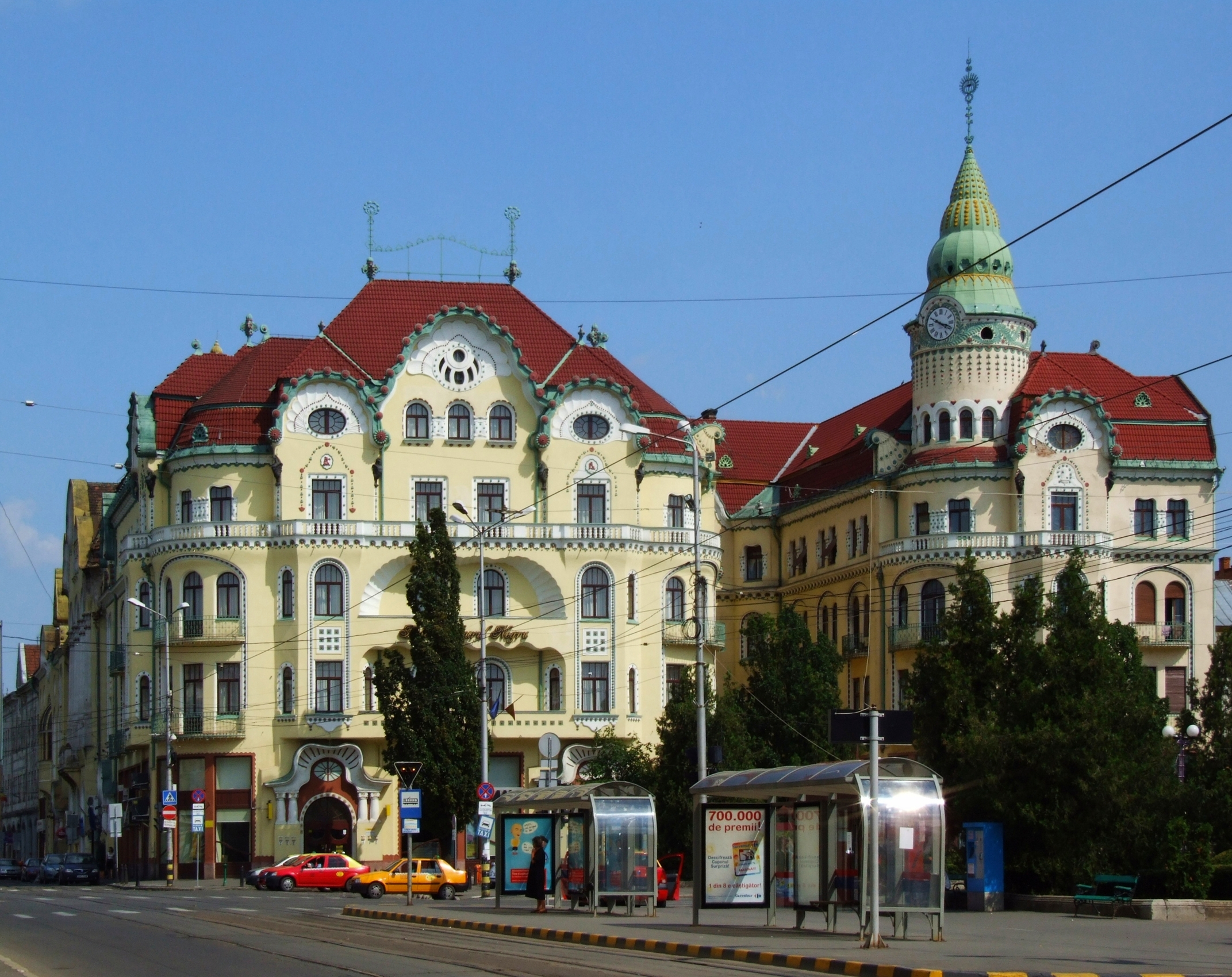
Nagyvárad. Fekete Sas palota 1907-1908
Nagyvárad. Fekete Sas palota. Átjáró részlete
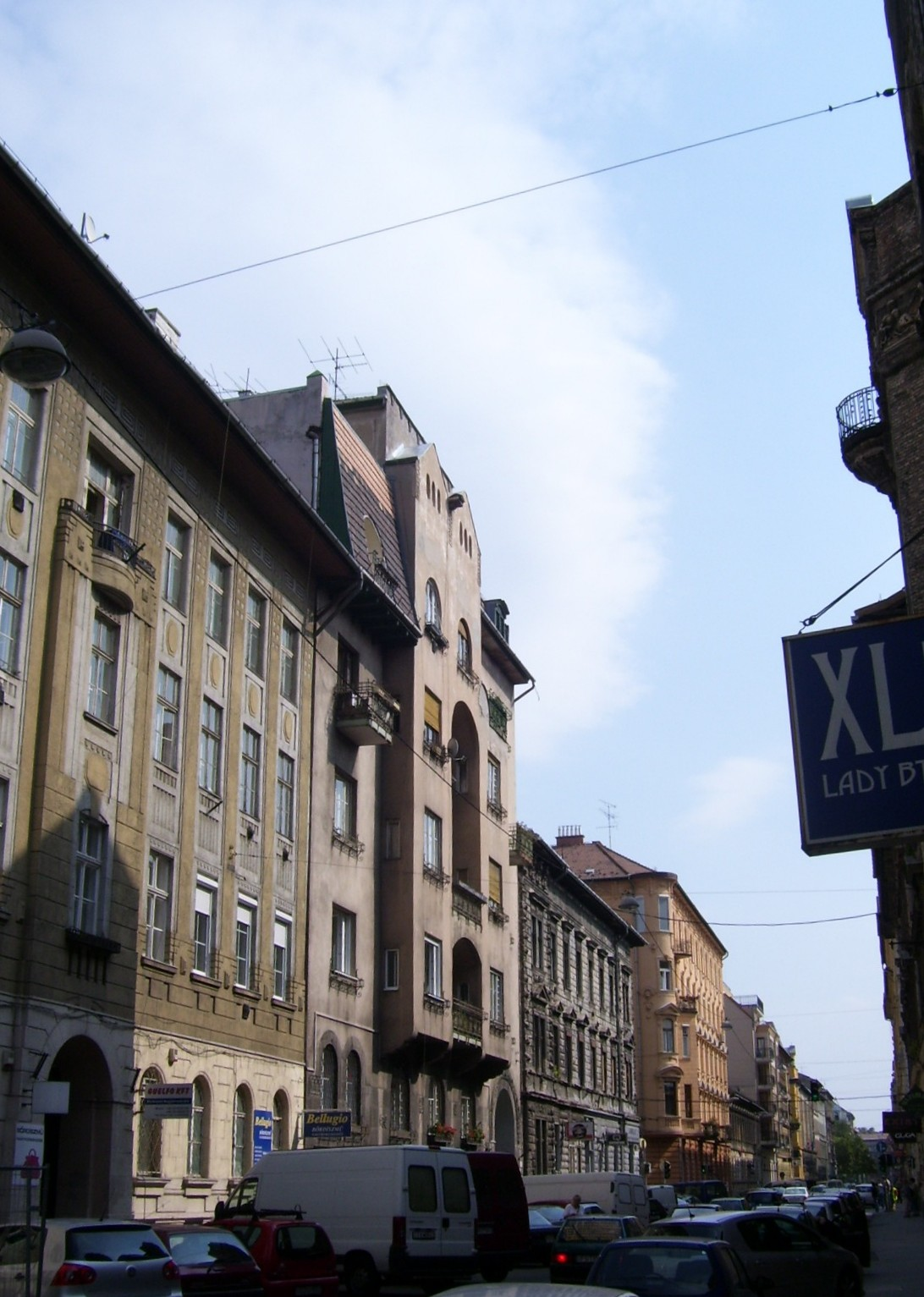
Budapest, VI. Színyei M. u. 21. Lefèvre-ház 1909-1910
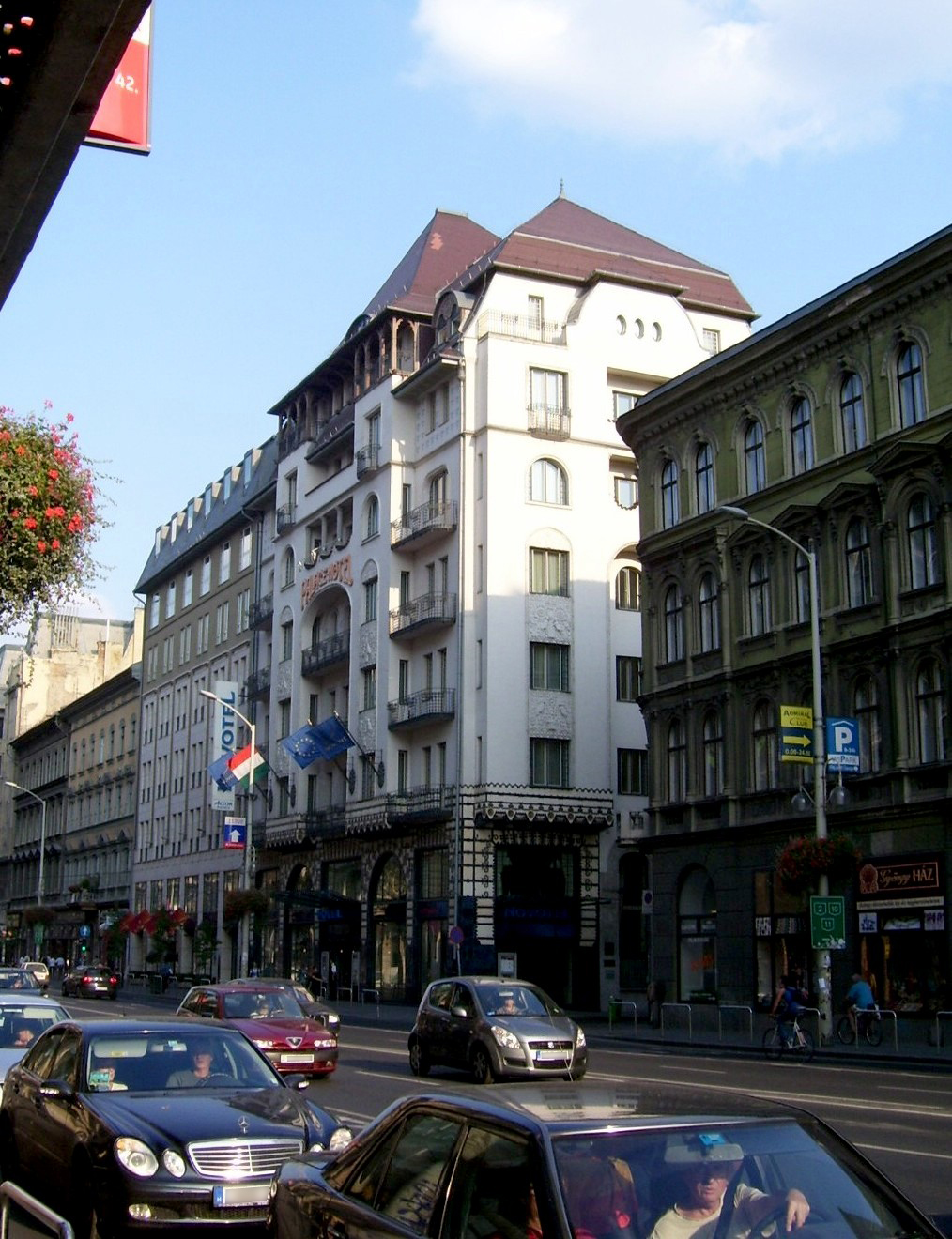
Budapest, VIII. Rákóczi út 43. Hotel Palace 1910
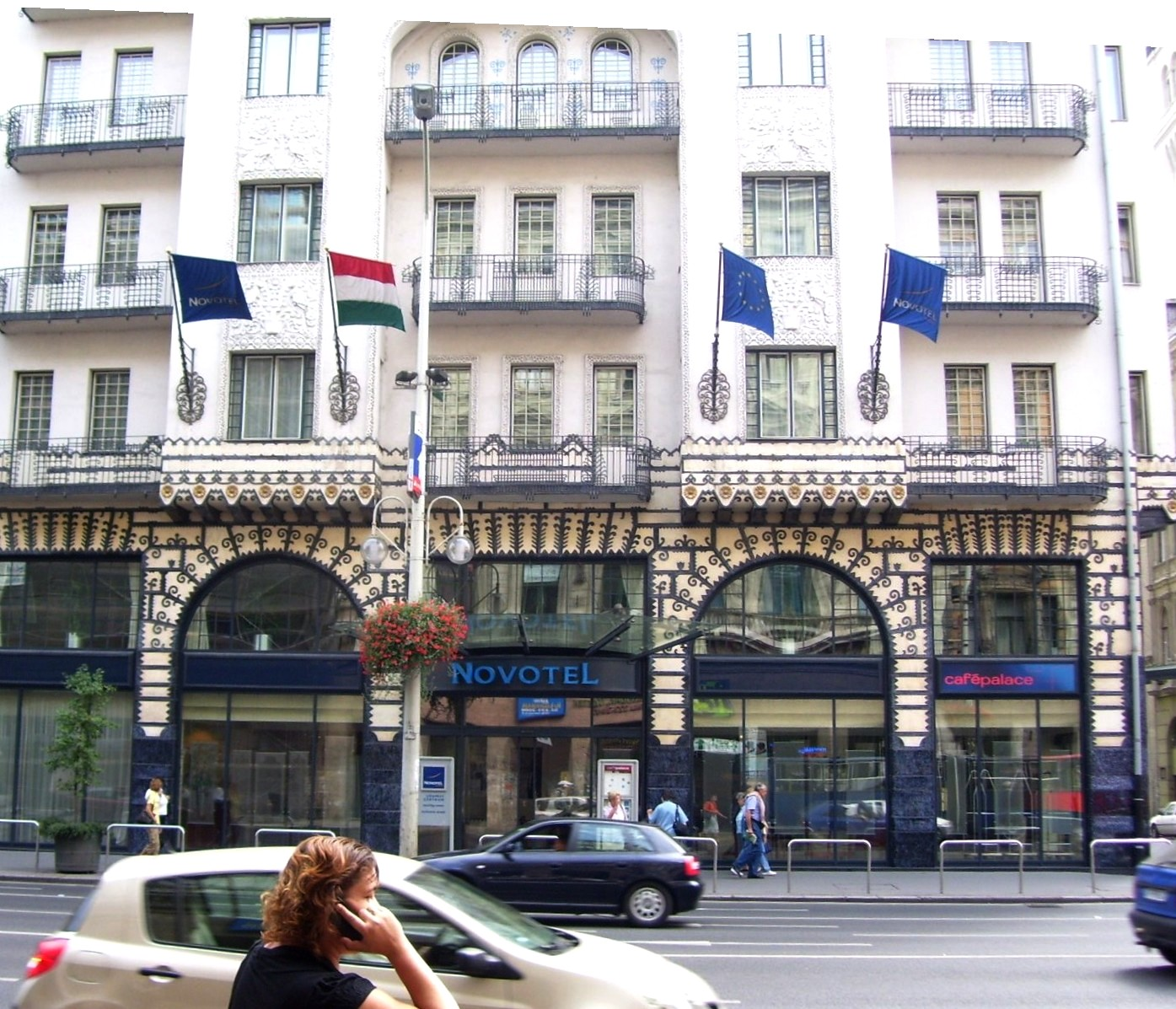
Budapest, VIII. Rákóczi út 43. Hotel Palace részlet
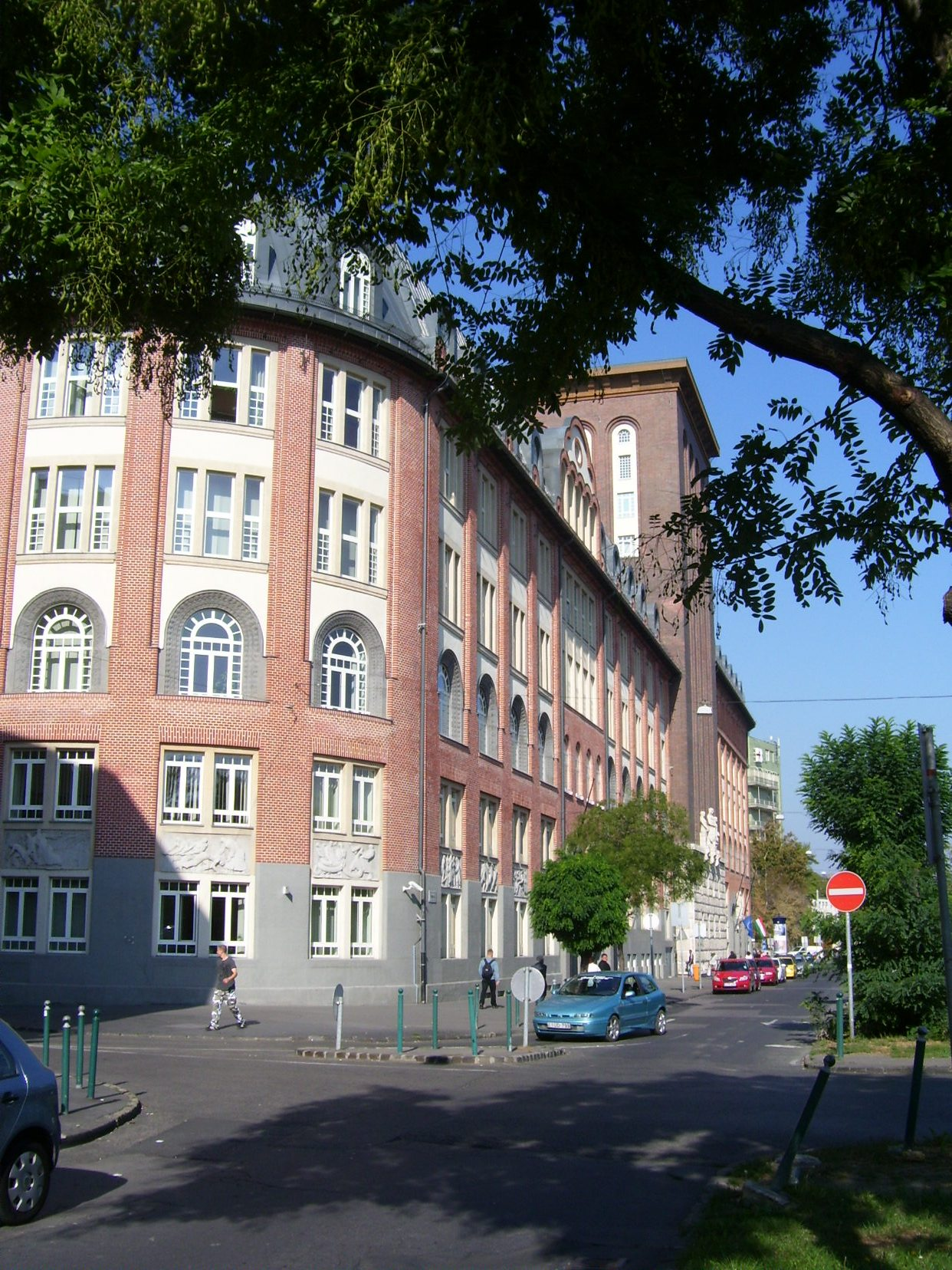
Budapest, VIII. Fiumei úti OTI székház 2009-ben
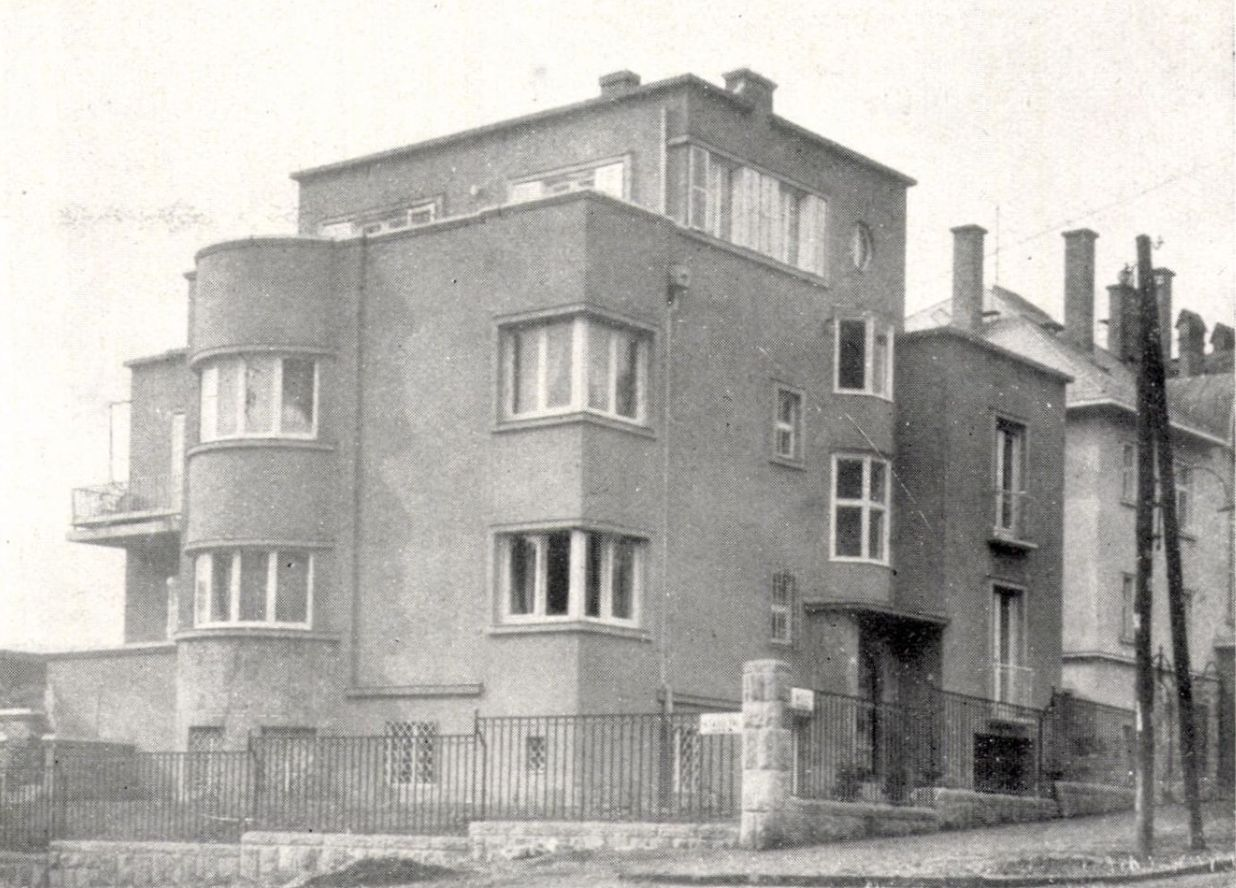
Budapest, II. Bimbó út 12 lakóház 1932